# Touch Me, I'm Karen Taylor
Touch Me, I'm Karen Taylor is een komisch sketchprogramma dat wordt uitgezonden op BBC Three. De reeks wordt geschreven door de met een BAFTA bekroonde actrice Karen Taylor en geproduceerd door Avalon Productions. Het programma bevat veel seksueel getinte grappen en toespelingen. Er zijn twee seizoenen van geschreven en uitgezonden.
In Nederland en Vlaanderen is de reeks nog niet op televisie te zien. Een Duitse versie van het programma, Ich Bin Boes, met Mirja Boes, werd in 2008 geproduceerd door RTL Television.

## Terugkerende sketches
- Karen Taylor – presenteert een segmentje tussen de sketches door, waarin ze elke week iets anders probeert te bereiken. Meestal slaagt ze hier niet in.
- Valerie D'Enton – presenteert VDTV, een programma waarin ze goedkope schoonheidstips geeft aan de 'arme' mensen.
- Glamorama – een glamourprogramma gepresenteerd door een blondine die met haar domme vriendinnen het wekelijkse shownieuws overloopt.
- Miss Harper – een lerares die de jongens in de klas probeert te overtuigen om met haar seks te hebben.
- Cash Cow – een belspel dat in de nacht wordt uitgezonden. De opgaven zijn doodsimpel, maar de kandidaten zijn nog dommer dan de presentatrice.
- Kaz & Jen – twee vriendinnen die proberen hun mannen seksueel op te winden door te doen alsof ze twee lesbiennes zijn. De mannen zijn echter niet geïnteresseerd.
- MeMeMeSpace – een parodie op Myspace, waarin allerlei mensen met vreemde karakteristieken op zoek zijn naar nieuwe partners.
- "MAAAN!" – een sketch waarin Karen de hulp van een man inroept voor iets wat ze niet kan, meestal iets heel banaals, zoals de afstandsbediening oprapen.
- Joanna & Baby – een getrouwd koppel: hij een oude rijkaard - zij een jonge, domme blondine. Joanna neemt Baby overal mee naartoe, en dumpt hem daar al snel voor een jonge adonis.
- Pre-Menstrual Girl – het alter ego van Penelope, een meisje dat op een kantoor werkt. Wanneer er iemand in nood is, verandert ze in Pre-Menstrual Girl (= meisje voor haar menstruatie), een geïrriteerde superheldin die iedereen afblaft en over bovennatuurlijke krachten beschikt.
- Tits Tits Titty Tits – een sketch over een vrouw die denkt dat iedereen altijd naar haar borsten kijkt.